# Nicolae Diaconu
Nicolae Virgil Diaconu (n. 4 septembrie 1980, Oradea, România) este un jucător român de polo pe apă, legitimat la CSA Steaua București. A făcut parte din echipa națională de polo a României din cadrul Jocurilor Olimpice de vară din 2012.

## Legături externe
- en Nicolae Diaconu la Olympedia.org